# Miguel Salellas Ferrer

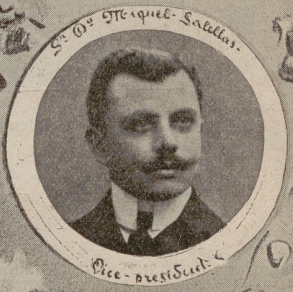
Miguel Salellas

Miguel Salellas Ferrer (Alella, 1863-Barcelona, 1959) fue un abogado y político español.
Era sobrino del célebre pedagogo anarquista Francisco Ferrer y Guardia. De ideas antagónicas, Miguel Salellas militó en la Comunión Tradicionalista, dentro de la cual desempeñó cargos directivos: en 1911 era vicepresidente de la junta provincial en Barcelona y posteriormente fue vicepresidente de la Junta Regional Tradicionista de Cataluña.
En 1919 siguió la escisión de Vázquez de Mella. Ese mismo año ingresó en la Unión Monárquica Nacional y se presentó como candidato a diputado a Cortes por el distrito de Castelltersol en las elecciones generales de 1919 y las de 1920, atacando el caciquismo de la Lliga. Fue derrotado en sendas ocasiones por los candidatos de la Lliga Rafael Vehils y José Umbert, lo cual achacó a irregularidades.
Durante la dictadura de Primo de Rivera fue jefe local de la Unión Patriótica del distrito VII de Barcelona y concejal del Ayuntamiento de Barcelona.
Además de abogado, era propietario y presidió la cooperativa «Alella vinícola».
Estuvo casado en primeras nupcias con Mercedes de Bosch y de Fonalleras y en segundas con María Dolores Soler Juliá. Tuvo por hijos a María Ángeles, Miguel A., María Dolores, José María, María Mercedes y Alfonso María.
Fue condecorado como Caballero de la Real Orden del Mérito Civil.